# Ware (Hertfordshire)
Ware (pronuncia [wɛə]) è una cittadina della contea dell'Hertfordshire, in Inghilterra. 
Si trova circa 30 km a nord del centro di Londra. 

## Cultura

### Museo di Ware
Il Museo di Ware è indipendente e gestito da volontari.
Una parte del museo deriva da un bunker del seconda guerra mondiale, rinnovato nel 2010.
Il museo contiene molti oggetti storici della città, soprattutto della seconda guerra mondiale e prodotti farmaceutici di Allen e Hanbury, ora noti come GSK, società che è nata in questa città.

## Amministrazione

### Gemellaggi
La città è gemellata con:
- Cormeilles-en-Parisis
- Wülfrath